# 徐迎真
徐迎真（1968年1月—），女，浙江诸暨人，中华人民共和国外交官，现任中华人民共和国驻圣多美和普林西比民主共和国特命全权大使。

## 生平
1989年，进入中华人民共和国对外经济贸易部工作，先后在对外经贸部美洲大洋洲司、驻智利大使馆、对外贸易经济合作部美洲大洋洲司、商务部美洲大洋洲司任职，后任商务部美洲大洋洲司副司长、商务参赞。2016年，任中国—葡语国家经贸合作论坛（澳门）常设秘书处秘书长。2020年10月，出任中华人民共和国驻圣多美和普林西比大使。

## 家庭
已婚，有一子。